# 고래자리 은하군
고래자리 A 은하군은 고래자리 A를 중심으로 한 작은 은하군이다.

## 다른 이름
이 은하군을 NGC 1068 은하군(NGC 1068 Group)이라고도 한다.

## 소속 은하
이에 속한 은하들은 다음과 같다.
- NGC 1055(Sb형)
- NGC 1073(SABc형)
- UGC 2161(DDO 27, Im형)
- UGC 2275(DDO 28, Sm형, 나선 은하와 불규칙 은하의 중간형)
- UGC 2302(DDO 29, Sm형)
- UGCA 44(Irr형)
- Markarian 600(SBc형)

## 소속 의심 은하
- NGC 1087(Sc형)
- NGC 1090(SBc형)
- NGC 1094(SABb형)